# پنگو
پنگو (انگلیسی: Pango) یک کتابخانه موتور طرح‌بندی متن است که با موتور حروف‌چینی حرف‌باز برای نمایش متون چندزبانی کار می‌کند. عملکرد کامل رندر متن و حمایت چندسکویی از پنگو با استفاده از رابط‌های برنامه‌نویسی سکوها و کتابخانه‌هایی چون یونی‌اسکرایب و فری‌تایپ صورت می‌گیرد. متن پردازش شده توسط پنگو به‌صورت مشابه در سیستم‌عامل‌های مختلف نمایش داده می‌شود.